# أدالبرت فيلته
أدالبرت فيلته Adalbert Welte (ولد في 30 يونيو 1902 في فراستانتس في مقاطعة أورالبرج – ومات في 9 يوليو 1969 في هارد) هو أديب نمساوي.

## حياته
كان والده يعمل صانع براميل. وقد بدأ أدالبرت فيلته نشلطه المهني في العمل في الأرشيف، حيث عمل من عام 1945 إلى 1967 في أرشيف فورالبرج أمين مكتبة وكانت يمارس الكتابة الأدبية في أوقات فراغه فقط.
يتسم شعره بارتباطه بالوطن، وكتب روايات تاريخية تدور حول تاريخ هجرة الفالزريين Walser مثل رواية «الهروب الكبير» في عام 1939. أصدر بين عامي 1945 و1969 التقويم الشعبي في أورالبرج. وقد كتب بجانب ذلك أقاصيص وتمثيليات إذاعية.
مات أدالبرت فيلته في 9 يوليو 1969 عن عمر يناهز 67 سنة ودفن في هارد.
وقد منح جائزة يوهان بيتر هيبل في عام 1965.

## من أعماله
- الإرث الأسود 1933
- الواقعي 1936
- الهروب الكبير 1939
- الريح تبذر الحبوب 1949
- ظلال عبر القرية 1953